# Gotico spagnolo

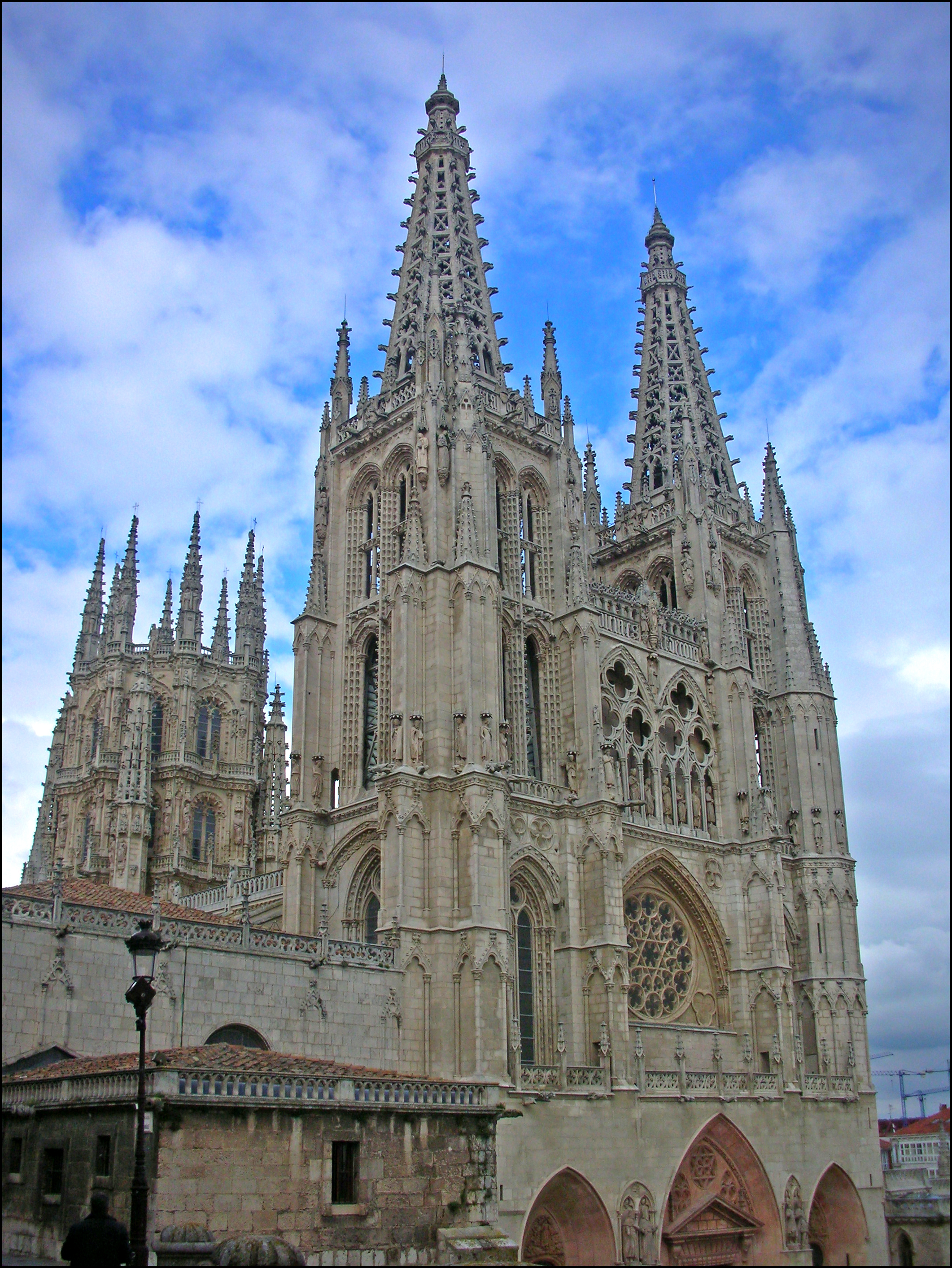
Cattedrale di Burgos

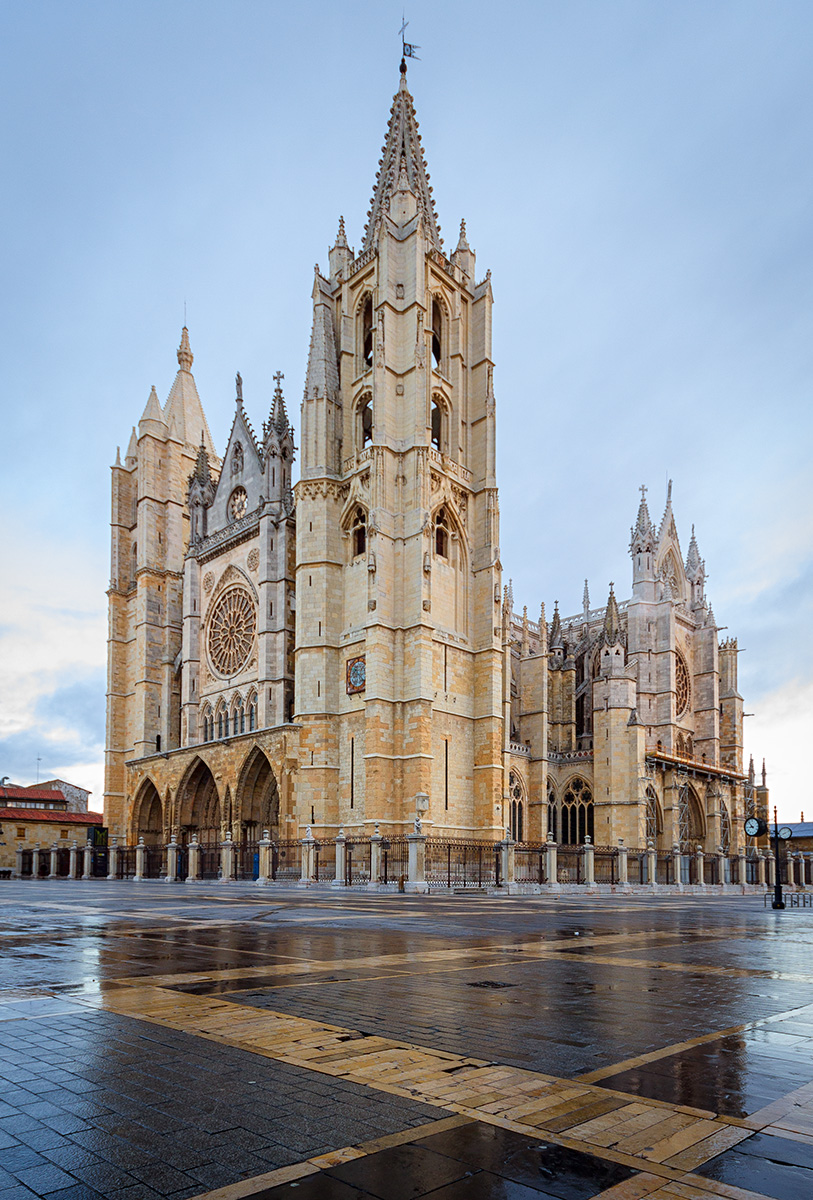
Cattedrale di León, Un bell'esempio di gotico spagnolo

Il gotico spagnolo riprende lo stile francese, ma con certe differenze, come il triforio cieco, le nervature assiali e l'assenza del matroneo.
L'arte gotica ha il suo inizio in Francia, sorse intorno all'anno 1140 nell'isola di Francia, da quel momento in poi ci fu un profondo sviluppo e rinnovamento dell'architettura, sia per la qualità che per il numero di edifici costruiti. La Spagna, insieme alla Germania e all'Inghilterra, furono i paesi in Europa che ricevettero l'architettura gotica con il massimo entusiasmo. L'introduzione del gotico nella penisola iberica, a causa del rapporto geografico e politico con la Francia, iniziò abbastanza presto e durò molto a lungo, mantenendo stretti legami con il gotico francese a causa dell'interesse dei monarchi ispanici nel rafforzare i legami con l'arte e la cultura del suo vicino francese.
I primi edifici gotici spagnoli risalgono alla seconda metà del XII secolo, malgrado sin dal 1131 i cistercensi avessero introdotto dalla Francia l'arco a sesto acuto, impiegandolo però in composizioni ancora romaniche.
Dal XIII secolo l'influenza francese portò alla realizzazione di vaste cattedrali, come quelle di Burgos (dal 1221) e di León.
Originale fu il contributo della Catalogna, dove sorsero chiese caratterizzate da ampie navate, particolarmente alte e dotate di cappelle laterali tra i contrafforti: si ricordano, ad esempio, Santa Maria del Mar e la Cattedrale di Sant'Eulalia a Barcellona, nonché la Cattedrale di Gerona.
Al tardo gotico si attesta la costruzione delle torri della cattedrale dei Burgos, desunte dai modelli del gotico tedesco e olandese.
Tuttavia, la conformazione spaziale delle chiese dell'epoca era tipicamente spagnola, con piante derivate, non di rado, dalle moschee, ma sviluppate in dimensioni e altezze notevoli.